# Heinz Röhr
Heinz Röhr (* 20. Mai 1931 in Marburg; † 5. März 2005 in Bad Laasphe/Lahn) war ein evangelischer Theologe, Religionspädagoge und Religionswissenschaftler.

## Leben
Von 1951 bis 1956 studierte er in seiner Heimatstadt Religionsgeschichte und -philosophie, Theologie, Philosophie, Politologie, Musikwissenschaft und Klassische Philologie bei Friedrich Heiler, Georg Wünsch, Wolfgang Abendroth und anderen.
1956 heiratete er Christel Kuhli, mit der er 1959 – im Jahr seiner Promotion – die gemeinsame Tochter Esther bekam.
Nach den für den Lehrerberuf geforderten Lehramtsprüfungen arbeitete er seit 1958 als Studienrat in Bad Arolsen und zog 1965 mit Familie nach Frankfurt am Main, um dort als Oberstudienrat in den Dienst der Johann-Wolfgang-Goethe-Universität zu treten. 1972 war er dort Professor für Religions- und Kirchengeschichte. Diese Tätigkeit übte er bis zu seiner Pensionierung im Jahre 1996 aus. 
Überdies engagierte er sich als religiöser Sozialist, aber auch im Bund für Freies Christentum und seit 1979 als Quäker in der "Religiösen Gesellschaft der Freunde" – einer Gemeinschaft, welche er bereits seit 1946 kannte.
Schwerpunkte seiner Forschungen waren Mystik, religiöser Sozialismus und das Verständnis anderer Religionen – bis hin zum interreligiösen Dialog.

## Veröffentlichungen (Auswahl)
- Der Einfluß der Religionswissenschaft auf die Missionstheorie Heinrich Fricks. Dissertation Marburg 1959.
- Die Weltreligionen im Unterricht. Hanau 1964 (Schriftenreihe Freies Christentum, Bd. 48/49).
- Indische und christliche Gnadenreligion bei Rudolf Otto. Stuttgart 1987 (Forum Freies Christentum. Arbeitstexte des Bundes f. Freies Christent. 10).
- Wortwechsel (Gedichte), Darmstadt 1991.
- Quäker sein zwischen Marx und Mystik. Bad Pyrmont 1992, 2. Aufl. 1996 (Richard-L. Cary-Vorlesung 1992).
- Außerchristliche Mystik. Stuttgart 1993 (Forum Freies Christentum 27).
- Der Ruf der Religionen. Ausgewählte Aufsätze. hrsg. v. Peter J. Winzen, Marburg 1996.
- Friedrich Heiler und Indien. Stuttgart 1997 (Forum Freies Christentum 35).
- Unterwegs zu einer Ökumene der Religionen. Stuttgart 2003 (Freies Christentum, Forum-Reihe 46).
- Buddha und Jesus in ihren Gleichnissen. In: Neue Zeitschrift für systematische Theologie und Religionsphilosophie 15, 1973, S. 65–86.
- Buddhismus und Christentum. In: Zeitschrift für Religions- und Geistesgeschichte 25, 1973, S. 289–303.
- Mystische Elemente in der Vereinigungstheologie. In: Günter Kehrer (Hrsg.): Das Entstehen einer neuen Religion. Das Beispiel der Vereinigungskirche. München 1981, S. 79–107 (Forum Religionswissenschaft 3); auch in: Fritz Piepenburg (Hrsg.): Blickpunkt Vereinigungskirche. Beiträge aus der Theologie, den Geisteswissenschaften und in eigener Sache. Schmitten 2002, S. 41–76.
- Bhakti and Christian Faith According to Rudolf Otto (1869–1937). In: Edmund Weber, Tilak Raj Chopra (Hrsg.) Shri Krishna Caitanya and the Bhakti Religion. Frankfurt/M. 1988, S. 163–182 (Studia Irenica 33); auch in: Journal of Religious Culture 14/1998 (o. S.); deutsch: Bhakti u. Christlicher Glaube bei Rudolf Otto. In: Oswald Berger (Hrsg.): Mythos und Religion. Interdisziplinäre Aspekte. Stuttgart 1990, S. 133–148.
- Martin Buber und die religiösen Sozialisten. In: Werner Licharz, Heinz Schmidt (Hrsg.): Martin Buber (1878–1965). Internationales Symposium zum 20. Todestag, II. Frankfurt/M. 1989, S. 121–149.